# 江戶手毬歌Ⅱ
「江戶手毬歌Ⅱ」（江戸の手毬唄II）是日本的女子偶像組合℃-ute的第6张单曲。2008年7月30日由zetima发售。

## 概要
- 此單曲首次以中島早貴為中心。
- 此單曲有2個版本，分別有「初回生産限定盤」和「CD ONLY」。
- 在8月11日於公信榜单曲週排行榜取得第5位。
- 在第50回日本唱片大獎獲得「優秀作品賞」，亦是第41回日本作詩大賞入賞曲之一

## 收錄内容

### CD（初回生産限定盤，CD ONLY）
1. 江戶手毬歌Ⅱ
（作詞：吉岡治 作曲：宇崎竜童 編曲：川端良征）
2. 「不能忘記的夏天」（「忘れたくない夏」）
（作詞・作曲：淳君 編曲：山崎淳）
3. 江戶手毬歌Ⅱ(Instrumental)